# Gita Dey
Gita Dey (Calcutá, 5 de agosto de 1931 - 17 de janeiro de 2011) foi uma atriz de teatro popular e cinema bengali indiana. Atuou em mais de duas centenas de filmes em língua bengali e em mais de dois mil shows.